# Pompeo Aldrovandi
Pompeo Aldrovandi (Bologna, 23 settembre 1668 – Montefiascone, 6 gennaio 1752) è stato un cardinale e arcivescovo cattolico italiano.

## Biografia
Nacque a Bologna, dal conte Ercole, di famiglia patrizia bolognese, e da Maria Giulia Albergati.
Iniziò gli studi a Roma nel Collegio Romano e li continuò a Siena nel Convitto Tolomei per giovani nobili. Il completamento degli studi universitari fu però a Bologna, dove conseguì il dottorato in utroque iure il 10 marzo 1691 e subito dopo fu ammesso al collegio dottori, giudici e avvocati di Bologna.
Protetto da Innocenzo XII (1691-1700), nel febbraio 1696 si trasferì a Roma dove iniziò la carriera curiale ricoprendo varie cariche: referendario delle Due Segnature, auditore di giustizia, luogotenente civile dell'uditore generale della Camera Apostolica e poi titolare dello stesso ufficio.
Vescovo dal 1710, gli vennero conferiti importanti incarichi diplomatici, tra i quali quello di dirimere il conflitto tra la Santa Sede e il re di Spagna Filippo V, nell'ambito della guerra di successione spagnola, che era culminato l'anno prima con la chiusura della nunziatura in Spagna. Prima di recarsi a Madrid fu mandato a Parigi a cercare una prima mediazione con i delegati spagnoli. Le trattative continuarono nella primavera del 1715, durante la quale Pompeo fu finalmente invitato a Madrid e in quell'occasione conobbe il potente prelato Giulio Alberoni, molto considerato nella corte spagnola. L'incontro con l'Alberoni fu molto importante per Pompeo, che in pratica si mise sotto la sua ala protettiva, tentando di fargli ottenere in cambio la nomina a cardinale.
Rientrato a Roma, tra l'agosto del 1716 e il gennaio del 1717, fu nominato arcivescovo titolare di Neocesarea e poi vescovo assistente al soglio pontificio. Nello stesso anno ottenne la nomina ufficiale a nunzio in Spagna, ma ebbe un mandato molto difficile per i contrastati rapporti che perduravano ancora tra la Spagna e il papato. In particolare Clemente XI (1700-1721) pretendeva l'appoggio della flotta spagnola nella guerra contro i turchi, ma la maggior parte dei problemi nasceva soprattutto dalla questione della tassazione dei beni ecclesiastici spagnoli. La situazione si fece talmente difficile che Pompeo fu costretto a rifugiarsi ad Avignone nel giugno del 1718, quando Filippo V ne ordinò l'arresto. La fallita missione costò a Pompeo l'isolamento da parte di Clemente XI; furono quindi gli anni in cui Pompeo tornò a risiedere a Bologna, dove rimase sino al 1721, anno della morte dello stesso pontefice.
Reintegrato dal nuovo papa Innocenzo XIII (1721-1724), fu con Benedetto XIII (1724-1730) che tornò veramente in auge, diventando prima consultore del Sant'Uffizio ed esaminatore dei vescovi, e poi nel 1729 patriarca di Gerusalemme. Con Clemente XII (1730-1740) fu governatore di Roma (1733) e ottenne la nomina a cardinale. Il 9 luglio 1734 ottenne la diocesi di Montefiascone e Corneto dove andò a vivere per diversi anni, impiantandovi la principale residenza anche nel periodo in cui era sovente in viaggio per i suoi numerosi incarichi.
Il lungo conclave del 1740 lo vide per molto tempo candidato al soglio papale in quanto sostenuto dai cardinali creati da Clemente XII e da quelli borbonici di Francia e Spagna. In almeno due votazioni mancarono pochissimi voti perché fosse eletto pontefice. Il cardinale Alessandro Albani, capo di una fazione avversa, riuscì però a screditarlo e a far naufragare la sua candidatura. Quando fu tirata fuori la candidatura di un altro cardinale bolognese, il Lambertini, Pompeo si ritirò spontaneamente facendolo vincere. Persa la lotta per diventare pontefice, continuò la sua attività al servizio del papato, e fu tra i più stimati collaboratori di Benedetto XIV, diventando in seguito legato pontificio in Romagna (1743-46), dove portò a compimento i lavori di bonifica idraulica. Finito il periodo della legazione tornò a Montefiascone, dove morì nel 1752. Fu sepolto a Bologna nella cappella all'interno della basilica di San Petronio, che lui stesso aveva fatto costruire.

## Genealogia episcopale e successione apostolica
La genealogia episcopale è:
- Cardinale Scipione Rebiba
- Cardinale Giulio Antonio Santori
- Cardinale Girolamo Bernerio, O.P.
- Arcivescovo Galeazzo Sanvitale
- Cardinale Ludovico Ludovisi
- Cardinale Luigi Caetani
- Cardinale Ulderico Carpegna
- Cardinale Paluzzo Paluzzi Altieri degli Albertoni
- Cardinale Gaspare Carpegna
- Cardinale Fabrizio Paolucci
- Cardinale Pompeo Aldrovandi

La successione apostolica è:
- Vescovo Salvador Rodríguez Castelblanco, T.O.R. (1718)
- Vescovo Bernardino Centurione (1741)
- Vescovo Giacomo Filippo Consoli (1741)